# Jussarupt
Jussarupt település Franciaországban, Vosges megyében. Lakosainak száma 260 fő (2022. január 1.). Jussarupt Champdray, Granges-Aumontzey, Herpelmont, Laveline-devant-Bruyères és Laveline-du-Houx községekkel határos.

## Népesség
A település népességének változása:
| Lakosok száma | 270  | 271  | 276  | 274  | 273  | 270  | 268  | 264  | 260  |
|               | 2013 | 2015 | 2016 | 2017 | 2018 | 2019 | 2020 | 2021 | 2022 |